# Falbalas
Falbalas è un film del 1945 diretto da Jacques Becker.